# Isotrias
Isotrias is een geslacht van vlinders uit de familie van de bladrollers (Tortricidae). De naam werd voor het eerst geldig gepubliceerd door Edward Meyrick in 1895.
Hij richtte het geslacht op voor de soort Isotrias hybridana, die Jacob Hübner oorspronkelijk Tortrix hybridana had genoemd. Dit was volgens Meyrick een algemeen voorkomende soort in Engeland en delen van Europa.
Het geslacht komt voor in het westelijk deel van het Palearctisch gebied, in Europa en Noord-Afrika (een soort: Isotrias buckwelli uit Marokko). De v-bandbladroller, Isotrias rectifasciana, komt ook in Nederland voor. Zijn waardplanten zijn meidoorn, esdoorn en eik.

## Soorten
- Isotrias buckwelli  Lucas, 1954
- Isotrias cuencana  Kennel, 1899
- Isotrias huemeri  Trematerra, 1993
- Isotrias hybridana  Hubner, [1814-1817]
- Isotrias joannisana  Turati, 1921
- Isotrias martelliana  Trematerra, 1990
- Isotrias penedana Trematerra, 2013
- Isotrias rectifasciana  Haworth, [1811]  (V-bandbladroller)
- Isotrias stramentana  Guenee, 1845